# P-96 Efa
P-96 Efa (tiếng Nga: П-96 Эфа) là loại súng ngắn bán tự động do Konstruktorskoe Buro Priborostroeniya (Конструкторское бюро приборостроения) tại Tula thiết kế vào giữa những năm 1990. Loại súng này được thiết kế với ý định đưa vào sử dụng trong quân đội nên sử dụng loại đạn 9×19mm nhưng không được thành công nên nó đã tách ra thành hai loại súng là GSh-18 tiếp tục được phát triển cho quân đội và các biến thể nhỏ hơn là P-96M và P-96S cho lực lượng thi hành công vụ, các lực lượng an ninh hay dùng làm vũ khí tự vệ sử dụng loại đạn 9×18mm và 9×17mm.

## Thiết kế
P-96M và P-96S sử dụng cơ chế nạp đạn bằng độ giật lùi nòng ngắn và khóa sau nòng với một móc khóa duy nhất. Khung súng được làm bằng nhựa sợi thủy tinh tổng hợp. Khi bắn nòng sẽ xoay khoảng 30 độ ngược chiều kim đồng hồ để mở khóa khối trượt và giật lùi về phía sau đẩy khối trượt để nạp đạn sau đó khi khối trượt trở về vị trí cũ nó sẽ bị khóa lại chuẩn bị bắn viên đạn tiếp theo. Súng chỉ có cơ chế hoạt động kép sau mỗi lần bắn búa điểm hỏa sẽ tự động lên cò khi khối trượt kết thúc chu kỳ chuyển động. Súng không có nút điều chỉnh khóa an toàn, nút khóa an toàn nằm ngay trên cò súng hơi nhô ra khi xạ thủ bóp cò, ngón tay của xạ thủ sẽ ấn vào nút khóa này và nó sẽ mở khóa cho cò súng di chuyển.
Súng sử dụng hộp đạn rời 15 viên với mẫu M và 10 viên với mẫu S. Với mẫu S thì hộp đạn dài vừa đủ tay cầm và bàn tay thì với mẫu M thì hộp dạn hơi nhô ra và nó được bọc bởi một lớp nhựa tổng hợp dày. Hệ thống nhắm cơ bản của súng là điểm ruồi.